# 2012 في كولومبيا
فيما يلي قوائم الأحداث التي وقعت خلال عام 2012 في كولومبيا.

## رياضة
- 1 يناير – كولومبيا في الألعاب الأولمبية الصيفية 2012

## برامج ومسلسلات وأنمي
- السكرتير

## وفيات

### سبتمبر
- 3 سبتمبر – غريزلدا بلانكو (مواليد 1945) بارونة المخدرات كولومبية.

### ديسمبر
- 4 ديسمبر – ميغيل كاليرو (مواليد 1971) لاعب كرة قدم كولومبي.